# كأس العراق 2020-21
كأس العراق 2020-2021م هي النسخة الثانية والثلاثون من مسابقة كأس العراق لكرة القدم، وهي الكأس المحلية الرئيسية في كرة القدم العراقية، وتضم  126 فريقًا: 20 من الدوري العراقي الممتاز و 106 من الدوري العراقي الدرجة الأولى والدوري العراقي الدرجة الثانية . بدأت في 20 أكتوبر / تشرين الأول 2020م، وأقيمت المباراة النهائية في 19 يوليو / تموز 2021م علىملعب الشعب في بغداد، وكانت المباراة بلا جمهور، الفائز بالبطولة يتأهل إلى كأس السوبر العراقي 2021-22 الذي يضم فريقين. 
فاز نادي القوة الجوية بركلات الترجيح 4–2 أمام الزوراء ليتوج بالبطولة للمرة الخامسة في تاريخه، ويصبح أول فريق عراقي يفوز بالثنائية منذ موسم 2001-2002م.
| الدولة             | العراق                        |
| الفرق              | 126                           |
| البطل              | القوة الجوية ( اللقب الخامس ) |
| الوصيف             | الزوراء                       |
| المباريات الملعوبة | 124                           |
| الاهداف المسجلة    | 370                           |